# 雁 (1953年の映画)
『雁』（がん）は、1953年に公開された豊田四郎監督の日本映画、昭和28年度芸術祭参加作品、モノクロ、スタンダードサイズ、映倫番号:1068。
1911年（明治44年）から1913年（大正2年）にかけて文芸雑誌「スバル」に連載された森鷗外の小説『雁』が原作。

## スタッフ
- 監督 - 豊田四郎(スタジオエイトプロ)

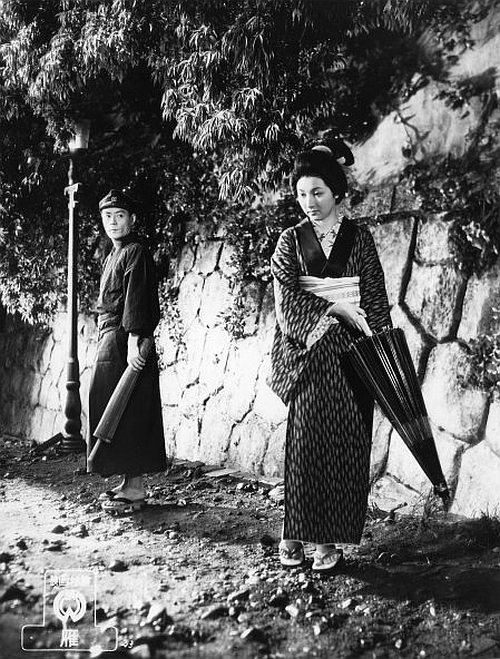
左から芥川比呂志、高峰秀子。

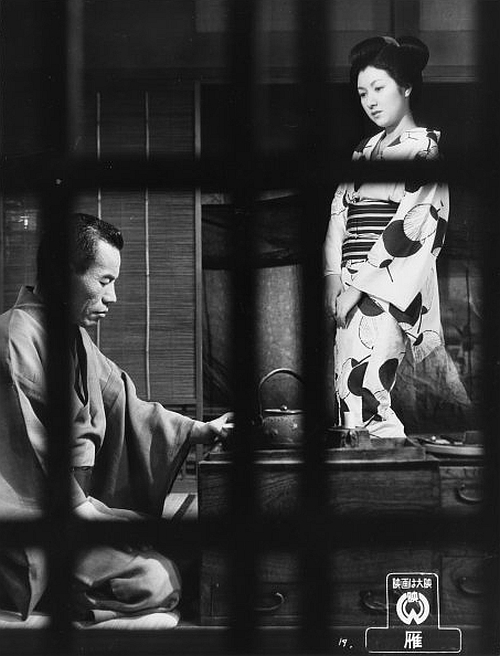
左から東野英治郎、高峰秀子。

- 企画 - 平尾郁次(スタジオエイトプロ)、黒岩健而
- 脚本 - 成澤昌茂
- 原作 - 森鷗外 小説 『雁』
- 撮影 - 三浦光雄(スタジオエイトプロ)
- 美術監督 - 伊藤憙朔
- 音楽 - 團伊玖磨[2]
- 美術 - 木村威夫
- 助監督 - 阿部毅、山崎徳次郎、井上芳夫 [2]
- 録音 - 橋本国雄
- 照明 - 柴田恒吉
- 編集 - 辻井正則[3]
- 製作主任 - 川本武男
- 撮影助手 - 板橋重雄
- 照明助手 - 山口信経
- 録音助手 - 鈴木清三
- 装置 - 高橋辰蔵
- 装飾 - 隠田茂治
- 小道具 - 吉田金太郎
- 園芸 - 阪根音次郎
- 背景 - 真野仙吉
- 工作 - 田村誠
- 電飾 - 横手三四郎
- 移動 - 熊沢三郎
- 音響効果 - 花岡勝次郎
- 衣裳 - 和田三郎
- 技髪 - 牧野正雄
- 結髪 - 田中つねえ
- 記録 - 入江絢子
- スチール - 秦大三
- 俳優事務 - 奥村裕彰
- 進行係 - 奈良原義雄

## キャスト
- 高峰秀子 - お玉 [1]
- 田中栄三 - お玉の父・善吉 [2]
- 小田切みき - 女中・お梅 [2]
- 浜路真千子 - お竹 [1]
- 東野英治郎 - 末造 [1]
- 浦辺粂子 - 妻・お常 [2]
- 芥川比呂志 - 岡田 [1]
- 宇野重吉 - 木村 [1]
- 三宅邦子 - お貞 [1]
- 飯田蝶子 - おさん [1]
- 山田禅二 - 太助 [1]
- 町田博子 - 妻 [2]
- 直木明[3] - 石原 [1]
- 宮田悦子 - おみつ [1]
- 若水葉子 - お針子 [1]
- 姫路リエ子（築地容子） - お竹 [2]
- 伊達正[3]
- 渡辺鉄弥[3]
- 高見貫[3]
- 宮崎準[3]
- 立山美雪[3]
- 高田宗彦[3]
- 松村若代[3]
- 芥川竜子[3]
- 大虎福太郎[3]
- 飛田喜佐雄[3]

### ギャラリー

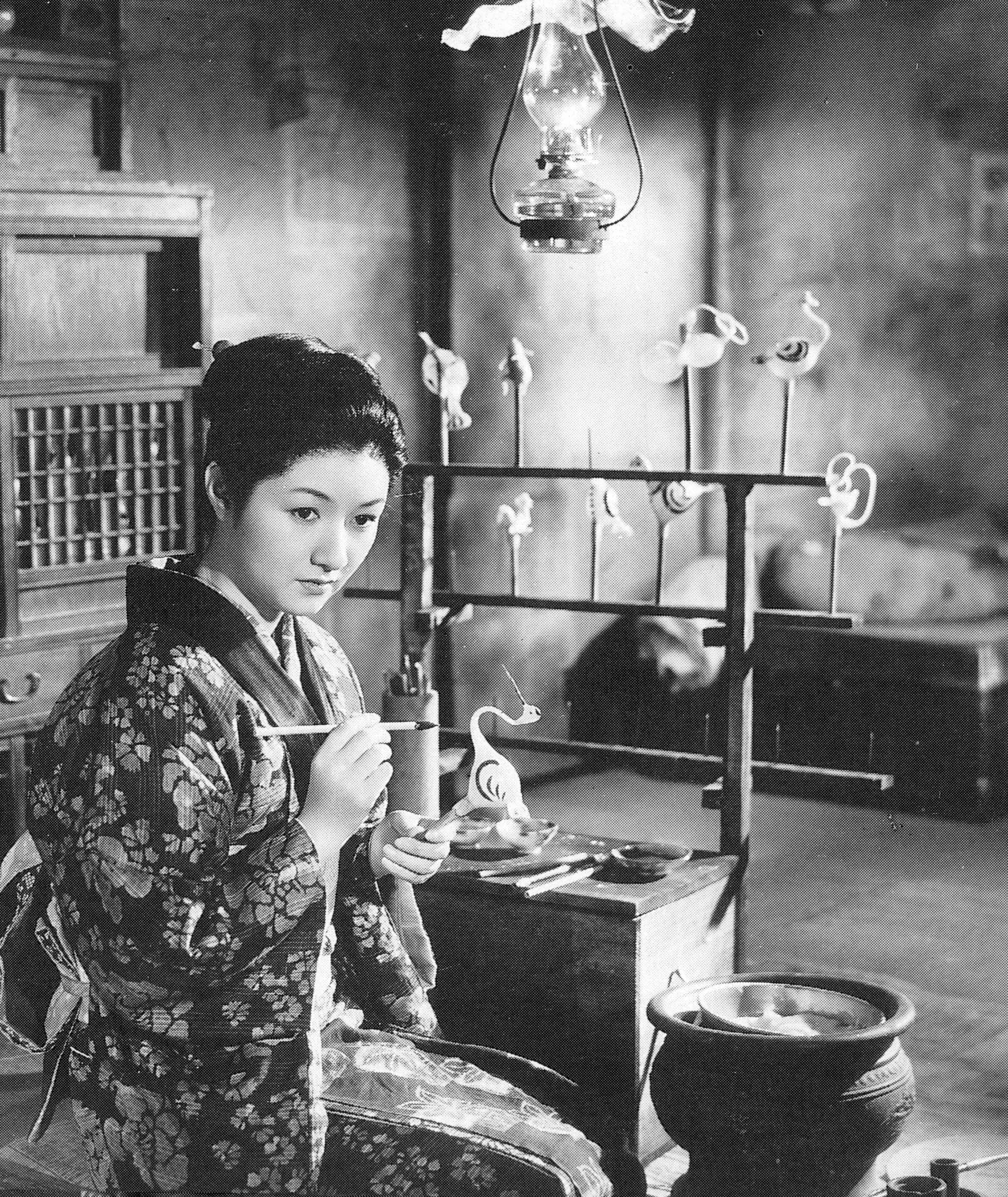
高峰秀子
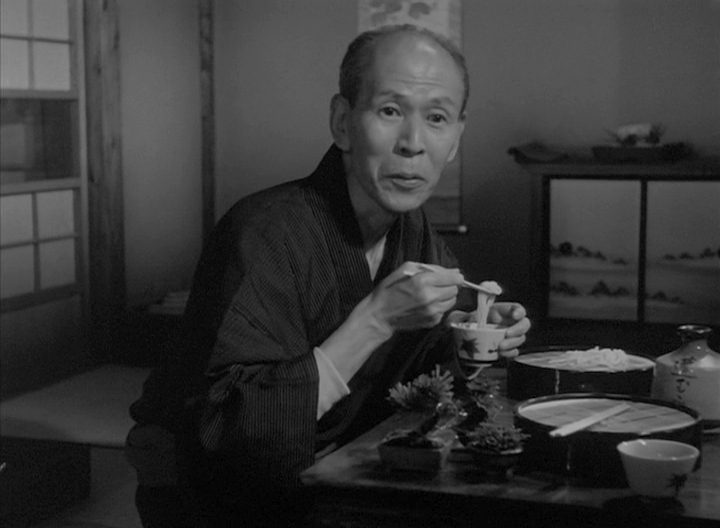
田中栄三
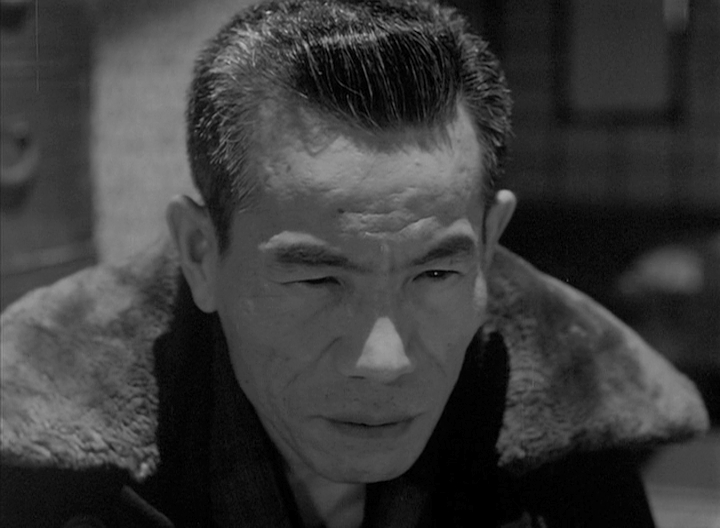
東野英治郎
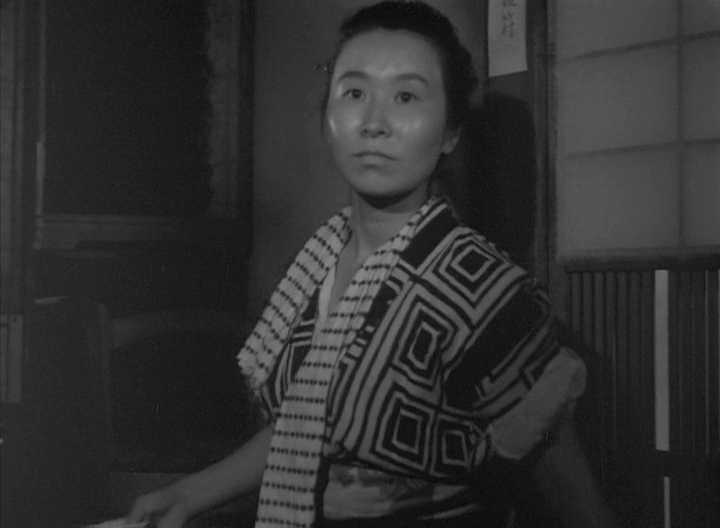
町田博子
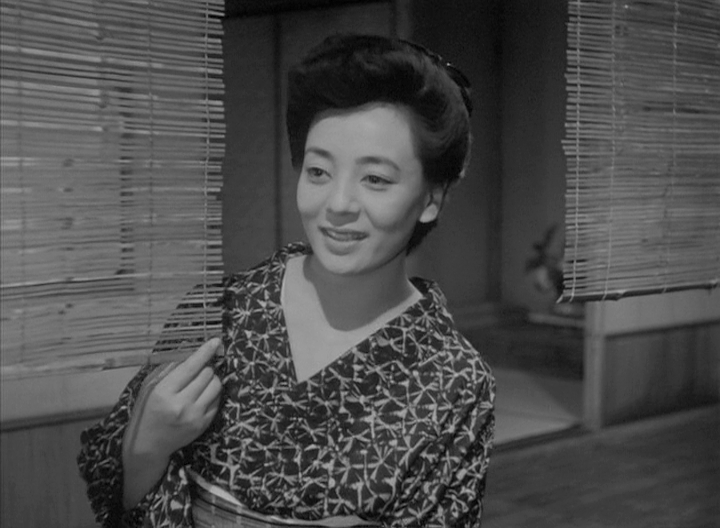
三宅邦子
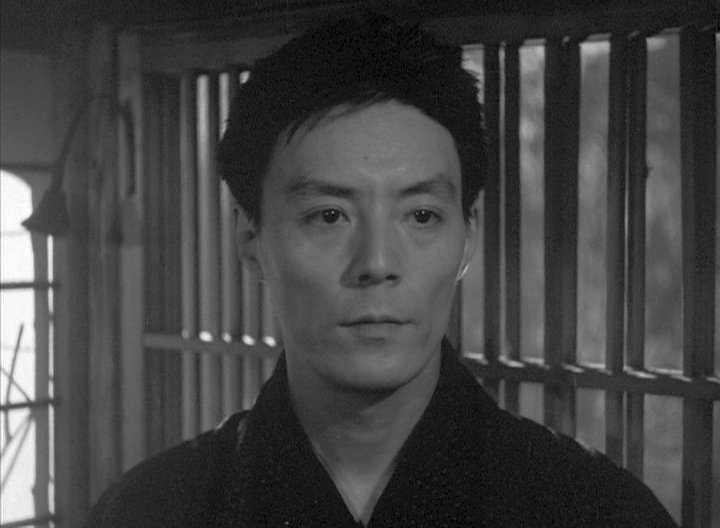
芥川比呂志
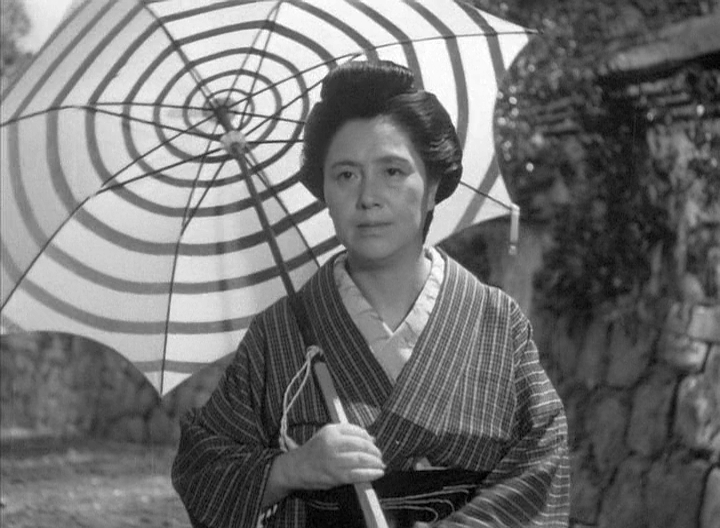
浦辺粂子
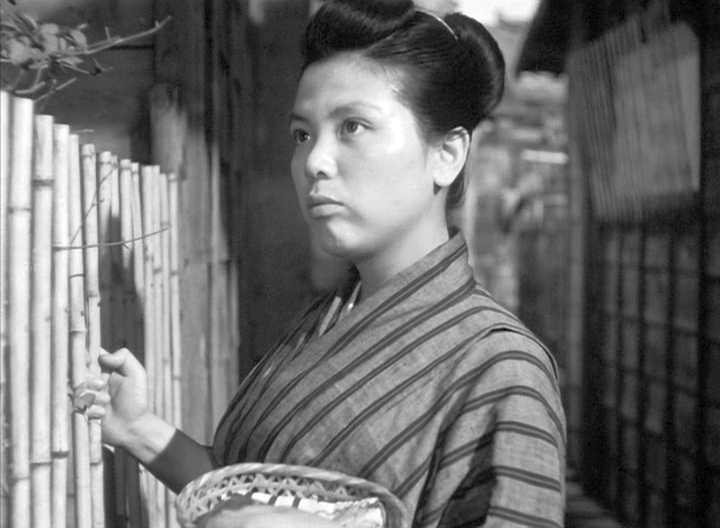
小田切みき
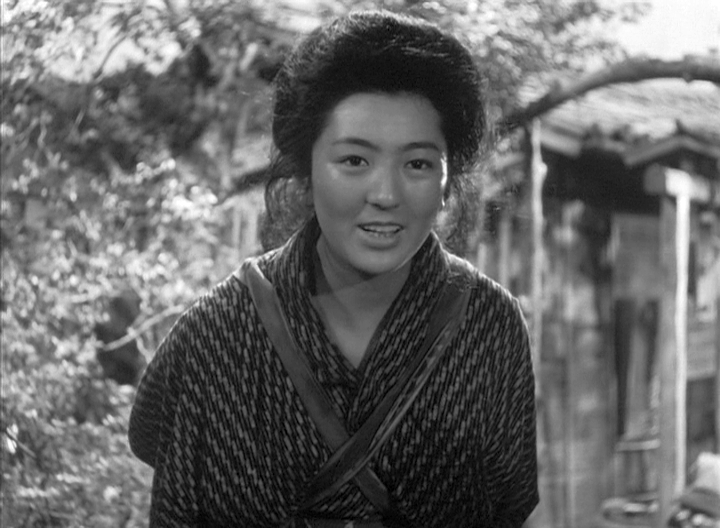
姫路リエ子（築地容子）

## 受賞歴
- 1953年度 第27回キネマ旬報
  - 日本映画ベスト・テン8位 『雁』(豊田四郎監督）[4]
- 1953年度 第4回ブルーリボン賞
  - 撮影賞 三浦光雄『煙突の見える場所』『雁』[5][6]。
- 1953年 第8回毎日映画コンクール
  - スタッフ部門 美術賞 伊藤熹朔『雁』『雨月物語』[5][7]